# پیمان نجات فضانوردان
پیمان نجات فضانوردان، بازگرداندن فضانوردان و بازگرداندن اجسام پرتاب شده به فضای بیرونی جو زمین با نام معمول پیمان نجات یک توافق بین‌المللی است که حقوق و الزاماتی را برای کشورهای عضو دربارهٔ نجات فضانوردان در فضا ایجاد می‌کند. متن این توافق در ۱۹ دسامبر ۱۹۶۷ با اجماع عمومی در مجمع عمومی سازمان ملل متحد طی قطع‌نامه ۲۳۴۵ پذیرفته و در ۳ دسامبر ۱۹۶۸ اجرایی شد. مفاد این پیمان، بیان دقیقی از بند پنجم پیمان فضایی ماورای جو است. اما با وجود بیان دقیق‌تر با جزئیات بیشتر از بند پنجم پیمان فضای بیرونی، این پیمان هنوز دارای نکات مبهم بسیاری است که بیان تفسیرهای گوناگون را ممکن می‌سازد. نظارت بر اجرای این پیمان بر عهده کمیته سازمان ملل در امور استفاده صلح‌آمیز از فضا است.

## تاریخچه
مجمع عمومی سازمان ملل در ۱۹ دسامبر ۱۹۶۷ طی قطع‌نامه ۲۳۴۵ متن پیمان نجات را به رسمیت شناخت. این قطع‌نامه در ۲۲ آوریل ۱۹۶۸ به امضا گذاشته و در ۳ دسامبر ۱۹۶۸ اجرایی شد. تا ماه مه ۲۰۱۳، ۹۲ کشور آن را تصویب، ۲۴ کشور آن را امضا کرده ولی در داخل کشور خود تصویب نکرده و ۲ سازمان دولتی بین‌المللی آژانس فضایی اروپا و سازمان اروپایی بهره‌برداری از ماهواره‌های هواشناسی پذیرش و تعهد خود را در قبال حقوق و الزامات این پیمان اعلام کرده‌اند.

## مفاد اصلی
بر اساس توافق نجات، هر یک از کشورهای عضو که از وضعیت جسمی یا روحی نامناسب پرسنل یک سفینه فضایی آگاهی پیدا می‌کند باید به مقامات کشور پرتاب‌کننده و دبیرکل سازمان ملل متحد اطلاع دهد.
طبق این توافق، همه کشورهای عضو باید تمامی امکانات خود را برای نجات پرسنل یک فضاپیما که به هر دلیل مانند تصادف، وضعیت نامناسب جسمی یا روحی، وضعیت اضطراری یا فرود غیر عمدی در خاک آن‌ها فرود می‌آیند بکار گیرند. اگر وضعیت نامناسب در بالای آسمان هر کشوری پیش بیاید آن کشور موظف به پیگیری و نجات فضانوردان است.

## تغییرات بنیادی پس از پیمان فضای بیرونی جو

### افرادی که باید حفاظت شوند
پیمان فضایی ماورای جو به‌طور کلی میگوید که "فضانوردان" باید به هر صورت ممکن توسط کشورهای عضو، پشتیبانی شوند. اما این پیمان تعریف مشخصی برای عبارت "فضانورد" بیان نکرده‌است. زیرا معلوم نیست که این عبارت شامل گردشگر فضایی می‌شود یا نه؟ منظور از "گردشگر فضایی" کسی است که دوره‌های آموزشی معمول برای فضانوردی را پشت سر نگذاشته است.
پیمان نجات با بیان عبارت "پرسنل یک فضاپیما" به جای "فضانورد" سعی در بیان واضح‌تر برای کسی دارد که نیازمند پشتیبانی یا دریافت کمک است. اگرچه این عبارت نیز مفهوم نامشخصی دارد. آیا "پرسنل یک سفینه" که سوار بر فضاپیما هستند (مانند یک گردشگر در پرواز شرکت ویرجین گلکتیک) نیز پرسنل یک سفینه فضایی به حساب می‌آیند یا نه؟

### پرداخت هزینه تعمیر جسم فضایی
در مواقعی که یک جسم فضایی ساخت انسان یا تکه‌های آن بر روی زمین کشوری غیر از کشور سازنده (که عضو پیمان است) فرود آید کشور میزبان (در صورت درخواست کشور صاحب جسم فضایی) باید آن را تعمیر و به کشور صاحب بازگرداند. پیمان توافق می‌گوید که کشور صاحب جسم فضایی باید هزینه تعمیر و بازگردانی را به کشور میزبان پرداخت نماید.

## نجات در فضا
در زمانی نگارش پیش‌نویس این معاهده، به خاطر توانایی محدود حتی پیشرفته‌ترین کشورهای دارای فناوری فضایی، چشم‌انداز نجات مسافران فضایی امری بعید به نظر می‌رسید. اما امروز این موضوع امکان‌پذیر است. برای نمونه، ایستگاه فضایی بین‌المللی و ایستگاه فضایی میر در صورت بروز حادثه در زمان چرخش در مدار خود، هر دو از فضاپیمای سایوز روسی به عنوان راه فرار یا نجات دیگران استفاده می‌کنند.
پس از حادثه پیش آمده برای فضاپیمای کلمبیا در سال ۲۰۰۳ ناسا اقدام به آماده سازی STS-3xx کرد که پیشرفت مهمی در امر نجات فضانوردان به حساب می‌آید. اگرچه به خاطر تعطیلی برنامه شاتل‌های فضایی این وسیله هرگز به‌طور عملی آزمایش نشد.

## انتقادها
پیمان نجات به علت ارائه تعاریف مبهم، مورد انتقاد است. به خصوص به اینکه تعریف مشخصی از اینکه چه کسی باید نجات داده شود و اینکه فضاپیما و قطعات آن چیستند ارائه نمی‌دهد.
اینکه بار مالی انجام عملیات نجات بر عهده چه کسی هست در این پیمان مشخص نیست. از سوی دیگر در صورت سقوط یک فضاپیما در کشوری دیگر، هیچ براوردی از مقدار هزینه عملیات تعمیر ارائه نمی‌کند.